# Triangle des bermudes (groupe)
Ne doit pas être confondu avec Triangle des Bermudes ou TDB.
Triangle des bermudes ou TDB, est un groupe de musique français composé de 3 MC (MC YOSHI, Mauvais djo et Kokosvoice).

## Historique
Le groupe Triangle des bermudes est composé de MC YOSHI, originaire du quartier des Épinettes situé à Évry-Courcouronnes dans l'Essonne, Mauvais djo, d'origine congolaise, à également grandit à Évry-Courcouronnes et Kokosvoice, originaire de Draveil, toujours dans l'Essonne.
À l'origine amis d'enfance et MC (chauffeur de salle en boîte de nuit), MC YOSHI, Mauvais djo et Kokosvoice, décide de former un groupe après le succès du single Y'a une meuf sortie en 2023. Cette même année, ils sortent leur premier album.
En mai 2025, ils performent lors de la cérémonie des Flammes.
En février 2025, ils sortent l'EP Franchement ! dans lequel se trouve le titre Charger, qui se fait connaître du grand public à partir de juin 2025. Entre janvier 2025 et juillet 2025, leur streams évoluent de plus de 430 %,.
En juillet 2025, Kaaris sort un featuring avec le groupe sur le single D SUR D.

## Origine du nom du groupe
Le nom du groupe Triangle des Bermudes est une métaphore musicale. Ils l'ont choisi pour évoquer une aura énigmatique, semblable à celle de la célèbre région géographique intrigante et fascinante, qu'ils souhaitent projeter sur scène et dans leurs sons. Ce nom reflète également leur identité de trio, comme un triangle.

## Discographie

### De Triangle des bermudes

#### Singles
- 2023 : Lunettes (feat. MC YOSHI, Kokosvoice, Mauvais djo)
- 2024 : T'es mort (feat. Ibepds, MC YOSHI, Mauvais djo, Kokosvoice)
- 2025 : La compil TDB (feat. MC YOSHI, Mauvais djo, Kokosvoice, DJ Best)

#### Collaboration
- 2025 : D SUR D de Kaaris feat. Triangle des bermudes

### De MC YOSHI
- 2023 : Y'a une meuf de MC YOSHI (feat. Mauvais Djo, Kokosvoice, DJ SYT)
- 2024 : Marrakech de Issaka Weezy (feat. MC YOSHI, Mauvais djo)

### De Mauvais djo

#### Singles
- 2021 : PD PD (feat. DJ Sucré)
- 2022 : Ballon d'or
- 2023 : Maradona (feat. VK)
- 2024 : Marrakech de Issaka Weezy (feat. MC YOSHI, Mauvais djo)
- 2024 : Be careful de DJ Bat Fred (feat. Mauvais djo)
- 2024 : Airbnb
- 2024 : Airbnb 2
- 2024 : Airbnb 3
- 2025 : Artificiel de Dj Erise (feat. Mauvais djo)
- 2025 : Airbnb 4
- 2025 : Elena

### De Kokosvoice
- 2020 : Amadou (feat. Dj Porboy, Agis ou Rêve)